# Mutuales de seguridad
Las mutuales de seguridad de accidentes del trabajo, trayecto y enfermedades profesionales de Chile son las instituciones privadas sin fines de lucro encargadas de las acciones de prevención de riesgos, de los servicios y tratamiento de accidentes del trabajo y enfermedades profesionales. Creadas por la Ley N° 16.744 sobre Accidentes de Trabajo y Enfermedades Profesionales del 1 de febrero de 1968.
Si bien ya existían al momento de promulgarse la ley, complementaban la atención de accidentes del trabajo considerado insuficiente en su momento. La ley estableció el sistema de cotizaciones de los obreros para accidentes laborales y el ingreso de las asociaciones de patronales en la atención de sus empresas afiliadas. Al fusionarse la Caja de Accidentes del Trabajo al Servicio Nacional de Salud asumen dichas funciones, junto con la prevención de riesgos.
Sus actividades son controladas por la Superintendencia de Seguridad Social (SUSESO).

## Mutuales abiertas
Son de oferta pública.
- Instituto de Seguridad del Trabajo (IST), creada en diciembre de 1957  por la Asociación de Industriales de Valparaíso y Aconcagua (ASIVA).
- Asociación Chilena de Seguridad (ACHS), creada el 26 de junio de 1958 (Decreto N° 3.029) y asociada a los socios que integran la Sociedad de Fomento Fabril (SOFOFA).
- Mutual de Seguridad C.Ch.C., creada en 1966 por la Cámara Chilena de la Construcción (CChC).
- Instituto de Seguridad Laboral (ISL), es un servicio público que pertenece al Ministerio del Trabajo y Previsión Social de Chile.

## Mutuales cerradas
Prestaciones a trabajadores de determinadas instituciones.
- Mutualidad del Ejército y Aviación de Chile.
- Mutualidad de Carabineros.